# Прушня Вас
Прушня Вас (словен. Prušnja vas) — поселення в общині Кршко, Споднєпосавський регіон, Словенія. Висота над рівнем моря: 478,1 м.